# Distúrbio da pigmentação
Distúrbios de pigmentação são desordens da cor da pele humana. Pode haver um aumento (hiperpigmentação) ou redução (hipopigmentação), com possibilidade de estarem relacionadas à diversos fatores, como perda ou ganho de melanócitos, à incapacidade ou capacidade acelerada dos melanócitos de produzirem melanina ou transportarem melanossomas corretamente.
A maioria dos distúrbios de pigmentação envolve a subprodução ou superprodução de melanina.